# ويكفيلد (ماساتشوستس)
ويكفيلد هي بلدة تقع في مقاطعة ميدلسيكس، ماساتشوستس.